# Bao Chunlai
Bao Chunlai (chinesisch 鮑春來 / 鲍春来, Pinyin Bào Chūnlái; * 17. Februar 1983 in Changsha in der Provinz Hunan) ist ein chinesischer Badminton-Spieler.
Er nahm an den Olympischen Spielen 2004 teil, wo jedoch im Achtelfinale Endstation für ihn war. 2006 wurde er Vizeweltmeister im Herreneinzel. Er unterlag im Finale seinem Landsmann Lin Dan. Bei der Weltmeisterschaft 2007 stand er im Halbfinale. 2004 und 2006 gewann er mit dem chinesischen Team den Thomas Cup, im letztgenannten Jahr auch den Mannschaftstitel bei den Asienmeisterschaften.

## Erfolge
| Platz                       | Disziplin    | Datum | Veranstaltung                     |
| --------------------------- | ------------ | ----- | --------------------------------- |
| Badminton-Weltmeisterschaft |              |       |                                   |
| 2                           | Herreneinzel | 2006  | Madrid, ESP                       |
| 3                           | Herreneinzel | 2003  | Birmingham, GBR                   |
| 5                           | Herreneinzel | 2005  | Anaheim, CA, USA                  |
| Asienmeisterschaften        |              |       |                                   |
| 1                           | Team         | 2006  | Doha, Katar                       |
| 3                           | Team         | 2002  | Busan, KOR                        |
| Thomas Cup                  |              |       |                                   |
| 1                           | Team         | 2006  | Thomas-Cup in Japan               |
| 1                           | Team         | 2004  | Thomas-Cup in Jakarta, Indonesien |
| BWF Grand Prix              |              |       |                                   |
| 1                           | Herreneinzel | 2006  | Korea Open 2006                   |
| 2                           | Herreneinzel | 2007  | Proton Malaysia Super Series      |
| 2                           | Herreneinzel | 2006  | China Open                        |
| 2                           | Herreneinzel | 2006  | Djarum Indonesia Open             |
| 2                           | Herreneinzel | 2005  | China Open                        |
| 2                           | Herreneinzel | 2005  | Hong Kong Open                    |
| 2                           | Herreneinzel | 2005  | China Masters 2005                |
| 2                           | Herreneinzel | 2004  | China Open                        |
| 2                           | Herreneinzel | 2004  | Yonex Japan Open                  |
| 2                           | Herreneinzel | 2004  | Swiss Open                        |
| 3                           | Herreneinzel | 2007  | Yonex All England Super Series    |
| 3                           | Herreneinzel | 2007  | Yonex Korea Open Super Series     |
| 3                           | Herreneinzel | 2006  | Aviva Singapur Open               |
| 3                           | Herreneinzel | 2005  | Proton Eon Malaysia Open          |
| 3                           | Herreneinzel | 2005  | German Open                       |
| 3                           | Herreneinzel | 2004  | Djarum Indonesia Open             |
| 3                           | Herreneinzel | 2004  | Aviva Singapur Open               |
| 3                           | Herreneinzel | 2003  | Hong Kong Open                    |
| 3                           | Herreneinzel | 2003  | German Open                       |
| 3                           | Herreneinzel | 2002  | All England                       |
| 3                           | Herreneinzel | 2002  | Indonesia Open                    |
| 3                           | Herreneinzel | 2002  | Malaysia Open                     |